# 宇文深
宇文深（？—568年），原名渊，后世因避讳唐高祖李渊将他改名深，字奴干，一字奴于，河南郡洛阳县（今河南省洛阳市东）人，北魏、西魏、北周官员。

## 生平
宇文深耿直正派、有器量，年仅数岁时就垒起石子模擬阵营队伍，折草作旗帜，布置军队行列，都有行军排阵的阵势，宇文深的父亲宇文永见到后非常高兴的说：“你生来就这样，以后必定成为名将。”
永安初年，宇文深以秘书郎为起家官，当时盗贼成群作乱，宇文深屡次讨论时势，尔朱荣很赏识重视宇文深，任命宇文深出任厉武将军，宇文深不久担任车骑府主簿。永安三年（530年），宇文深出任子都督，统领宫中值宿警卫的士兵。永熙三年（534年），高欢率领军队攻入洛阳，魏孝武帝元修西迁长安，当时事情仓促，人多逃散，宇文深安抚部下，一起得以入关，因功获赐爵长乐县伯。
宇文泰因为宇文深有谋略，想把他召引到自己身边，谋划商讨政事。大统元年（535年），宇文泰于是上奏启用宇文深出任丞相府主簿，加朱衣直阁。宇文深很快又改任尚书直事郎中。
大统二年（536年）十二月，高欢出兵蒲坂，分别派遣窦泰前往潼关、高敖曹围攻洛州。大统三年（537年），宇文泰打算袭击窦泰，西魏众将都认为困难。正月庚戌（537年2月21日），宇文泰率军从冯翊郡广阳县回到长安，各位将军的意见仍然与宇文泰不同。宇文泰于是隐瞒自己的计划，假装好像没有谋划，但是单独向宇文深询问计策。宇文深回答说:“窦泰是高欢的骁将，愚妄不顺而勇敢，作战急于求胜而轻敌，高欢经常依仗他，用窦泰来抵御外敌。现在大军如果前往蒲坂，那么高欢据守，窦泰必然支援，我军内外受敌，这是自取失败的方法。不如挑选轻装精锐士兵，暗中从小关出兵。窦泰性情急躁，必然来决战，高欢谨慎稳重，不会立即救援，那么窦泰束手可擒。既已俘虏窦泰，高欢的士气自然颓丧。我们回军抵抗，可以取胜。”宇文泰高兴的说:“这正是我心中所想。”西魏军队于是出击，果然擒获窦泰，而高欢也退兵离去。这年七月，宇文深又劝说宇文泰攻取弘农郡，八月，西魏再度攻取弘农。宇文泰非常高兴，对宇文深说：“你就是我家的陈平。” 
大统三年冬，高欢又率领大军渡过黄河和洛水，到达沙苑。十月壬辰（537年11月18日），宇文泰也率军抵达沙苑，距离东魏军六十里。西魏众将都有害怕的脸色，只有宇文深向宇文泰祝贺。宇文泰责问他说：“贼兵铺天盖地的前来，有什么值得祝贺的？”宇文深回答说：“高欢安抚黄河以北，很得众人之心，虽然缺乏智谋，人人都为他效命，以此自我防守，他人不容易谋取高欢。现在高欢率军渡过黄河，不是众人愿意的，只是高欢因为失去窦泰感到耻辱，不听劝谏而来。这就是所说的忿兵，一次战斗就可以俘虏高欢。这件事明白可见，不为什么不祝贺呢。请借给我宇文深一个符节，发动王罴的军队，拦截敌人的退路，让他们一个也逃不了。”宇文泰认为宇文深说的对。不久西魏在沙苑之战大败高欢的军队，正如宇文深所策划的那样 。
大统四年（538年），宇文深跟随西魏大军参与河桥之战，大统六年（540年），宇文深另外监督李弼的军队讨伐白额稽胡，都有战功，不久进爵为侯，历任通直散骑常侍、东雍州别驾、使持节、大都督、东雍州刺史。宇文深处理政务严明，对待百姓讲信用，抑制挫折豪强大族，官吏百姓怀念他。大统十七年（551年），宇文深入朝出任雍州别駕。魏恭帝二年（555年），宇文深晋升车骑大将军、仪同三司、散骑常侍。北周六官建立，宇文深出任小吏部下大夫。
周孝闵帝宇文觉接受禅让建立北周，宇文深进位骠骑大将军、开府仪同三司、升任吏部中大夫。武成元年（559年），宇文深外任豳州刺史，改封安化县公。武成二年（560年），宇文深获征召出任宗师大夫，改任军司马。保定初年，宇文深出任京兆尹，又入朝担任司会中大夫。
宇文深年少丧父，侍奉哥哥宇文测非常谨慎。宇文深性情奇异多变化，喜欢读兵书，既在近侍任职，每每进献谋略计策。等到宇文深在吏部任职，很受当时舆论的称赞。宇文深个性仁爱，对待族人情谊深厚，堂弟宇文神举 、宇文神庆年幼丧父，宇文深抚养教育他们，情义如同骨肉，世人因此称道他。天和三年（568年），宇文深在司会中大夫任内去世，朝廷赠予使持节、少师、恒云蔚三州刺史、谥号成康。

## 家庭

### 祖父
- 宇文麒麟，北魏平北将军、营州刺史[22]

### 父母
- 宇文永，北魏征虏将军、武川镇将[22]
- 昌黎韩氏，北魏冀齐二州刺史、燕郡康公韩麒麟孙女，主文中散、宁远将军、渔阳郡太守韩兴宗之女

### 兄弟
- 宇文测，西魏使持节、骠骑大将军、开府、大都督、绥州诸军事、侍中、绥州刺史、广川靖伯

### 子女
- 宇文孝伯，北周大将军、小冢宰、广陵郡公
- 宇文明达，唐朝太仆卿、山东大使